# Марта из Бетаније
Марта из Бетаније (хебр. מַרְתָּא) је библијска личност описана у Јеванђељима по Луки и Јовану. Заједно с братом Лазаром и Маријом је описана као становник села Бетанија крај Јерусалима. Била је сведок Исусовог васкрсења њеног умрлог брата.
После вазнесења Исуса Христа помагала је брату Лазару у проповеди Јеванђеља заједно са сестром Маријом.
Српска православна црква прославља је заједно са сестром Маријом 4. јуна по црквеном, а 17. јуна по грегоријанском календару.